# آدام برودی
آدام برودی (انگلیسی: Adam Brody؛ زاده ۱۵ دسامبر ۱۹۷۹) هنرپیشه و تهیه‌کننده اهل ایالات متحده آمریکا است. وی از سال ۱۹۹۵ میلادی تاکنون مشغول فعالیت بوده است.

## گزیده فیلمشناسی
از فیلم‌ها یا برنامه‌های تلویزیونی که وی در آن نقش داشته است می‌توان به آثار زیر اشاره کرد.
- آقا و خانم اسمیت (۲۰۰۵)
- ده (۲۰۰۷)
- افسانه‌های واهی
- حلقه (۲۰۰۲)
- در سرزمین زنان
- قانون‌شکن (۲۰۱۰)
- جیغ ۴
- آماده باشی یا نه (۲۰۱۹)
- به جنگل خوش آمدید (۲۰۱۳)
- لاولیس
- هیچ‌کس این را نمی‌خواهد
- چیپس